# Álboltozat

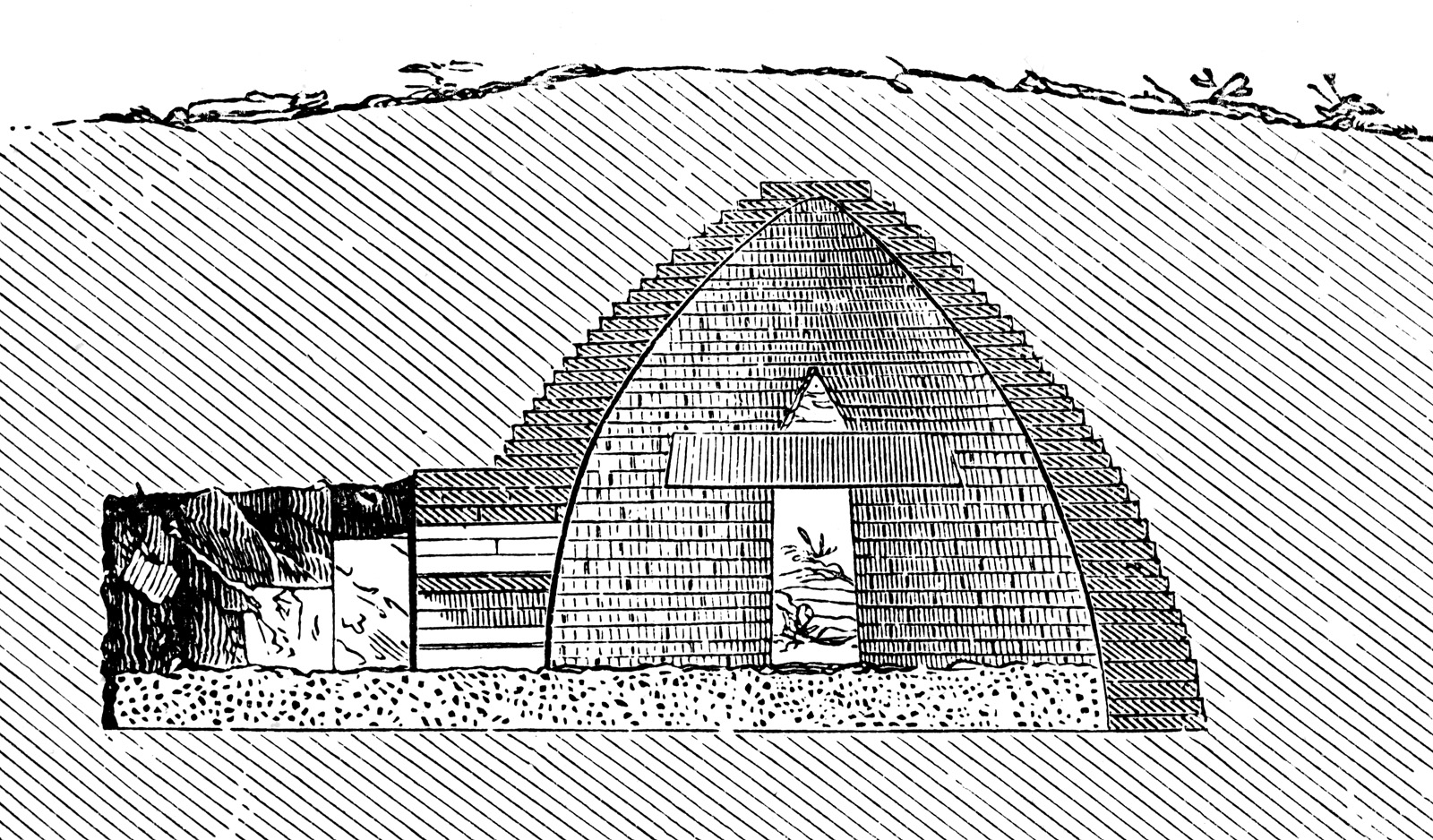
Álboltozat Mükénében (Átreusz kincsesháza)

Az álboltozat megnevezést egymástól függetlenül, pusztán a forma okán két területen használják, az építészetben és a geológiában. Mindkét alkalmazás arra utal, hogy szerkezete a valódi boltozatétól eltér.

## Építészet

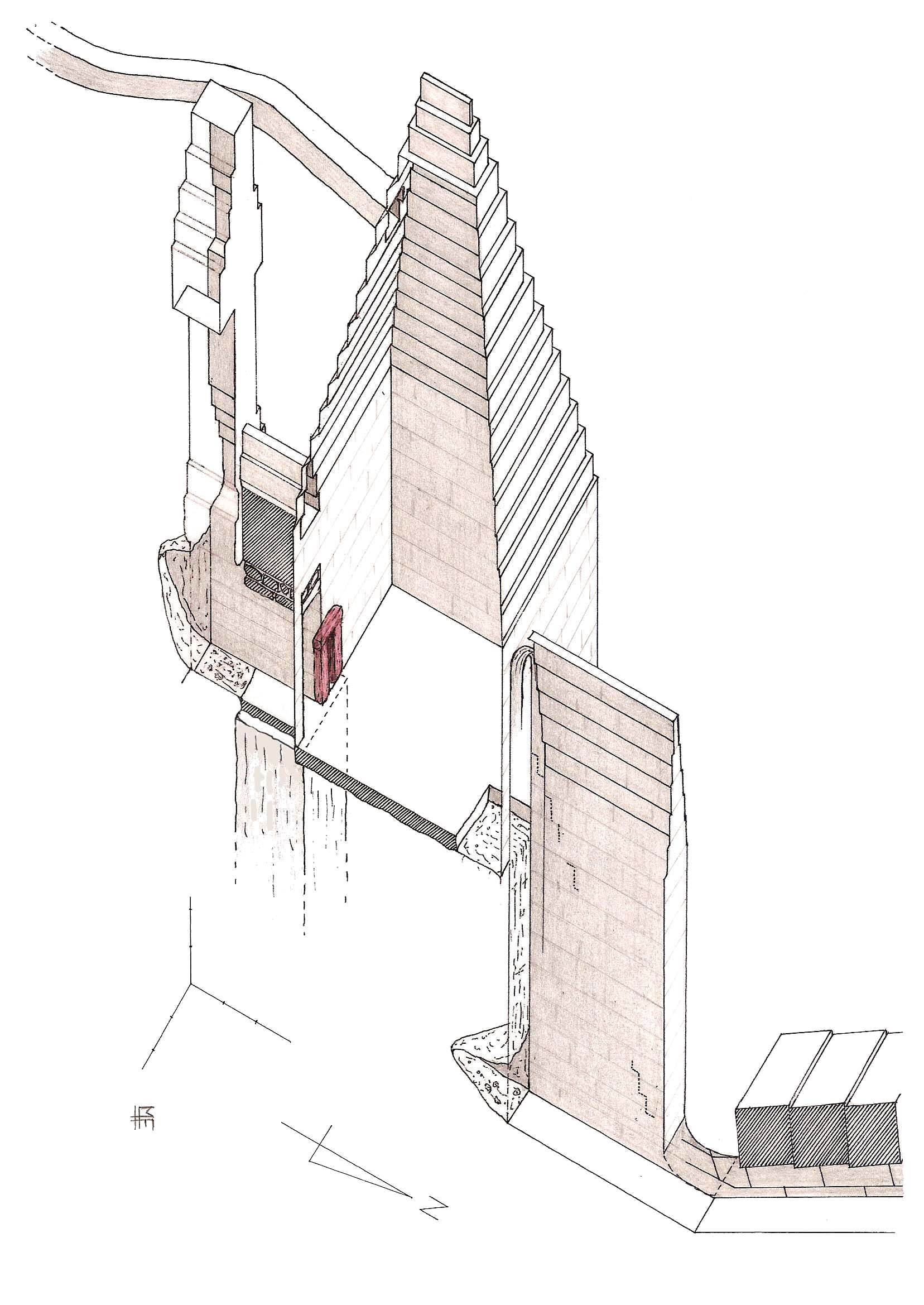
Sznofru első piramisának alépítménye. A szerkezeti rajzon a folyosó, az előcsarnok, a középső kamra és sírkamra álboltozatai láthatók.

Álboltozatnak az építészetben két lehetséges verziója van. Az egyszerűbbet már az újkőkorszakban alkalmazták a megalit-kultúrák, majd Egyiptomban is megjelent. Kivitelezése: monolit áthidaló gerenda alját ívesre vésték, amitől annak boltozatos hatása lett. Ennek egyik korai példája a Menkauré-piramis sírkamrájában látható.
Az épített álboltozat is a térlefedés egyik ősi formája, formailag a boltozathoz hasonlít, azonban a valódi boltozattal ellentétben konzolosan előreugratott vízszintes rétegekből áll. Szilárdságát külső terheléssel kell biztosítani. 
A legtöbb álboltozat Mükénéből ismert, itt síremlékeket építettek álboltozatos technikával. Ismerték és alkalmazták a maják és Mezopotámia népei is, különösen a babilóniaiak. Álboltozatos építmény Átreusz kincsesháza. Legrégebbi ismert korú előfordulása Sznofru „tört falú piramis”-ában van az i. e. 27. századból.

## Geológia
A geológiában az atektonikus úton, kompakció vagy rogyás következtében boltozódó rétegsorok szerkezetét nevezik álboltozatnak. Az álboltozatos szerkezetek fontos szénhidrogén- (kőolaj, földgáz) csapdák.

## Kapcsolódó szócikk
- Álboltív